# Alfredo Bauer
Alfredo Bauer (Pseudonyme Jorge Bermúdez Blanco, Alfredo Ackermann und Roberto Bandler; geboren 14. November 1924 in Wien; gestorben 21. Mai 2016 in Buenos Aires) war ein österreichisch-argentinischer Arzt, Schriftsteller, Übersetzer und marxistischer Theoretiker.

## Leben
Alfredo Bauer entstammte einer jüdischen Familie. Nach dem Anschluss Österreichs emigrierte er mit seinen Eltern nach Argentinien. Er besuchte die deutschsprachige antifaschistische Pestalozzi-Schule in Buenos Aires und betätigte sich politisch im Kommunistischen Jugendverband.
Nach dem Zweiten Weltkrieg blieb er in Argentinien, studierte Medizin und arbeitete als Gynäkologe. Er war seit 1946 Mitglied der Kommunistischen Partei Argentiniens und kam wegen seiner politischen Forderungen immer wieder in Konflikte mit den herrschenden Regimen.

## Auszeichnungen
Preise und Auszeichnungen:
- 1982: „Faja de Honor“ der Sociedad Argentiña de Escritores
- 1987: Jacob-und-Wilhelm-Grimm-Preis der DDR
- 1991: „Faja de Honor“ der Sociedad Argentina de Escritores
- 1994: Übersetzerstipendium der Stadt Wien
- 2002: Theodor-Kramer-Preis für Schreiben im Widerstand und im Exil der Theodor Kramer Gesellschaft (gemeinsam mit Fritz Kalmar)

## Schriften (Auswahl)
- La mujer, ser social y conciencia. 1970.
- Historia Crítica de los Judíos. 1971.
  - Eigene Übersetzung ins Deutsche: Kritische Geschichte der Juden. Neue Impulse, Essen 2005; Neuauflage 2013 mit einem Vorwort von Moshe Zuckermann.
  - Übersetzung ins Esperanto: Kritika historio de la judoj. Monda Asembleo Asocia, 2011; ISBN 2918300640.
- Los compañeros antepasados. 1976.
- Der Mann von gestern und die Welt. Ein biographischer Roman um Stefan Zweig. Edition Atelier, Wien 1993, ISBN 3-90037-990-4.
- Hexenprozess in Tucumán und andere Chroniken aus der neuen Welt. Verlag für Gesellschaftskritik, Wien 1996, ISBN 3-85115-230-1.
- mit Gerhard Giesa: „Hier heb ich zu singen an ...“ Dichtungen im Umfeld des argentinischen Gaucho-Epos „Martín Fierro“. Deutsche Nachdichtungen und Erläuterungen von Alfredo Bauer und Gerhard Giesa (= Stuttgarter Arbeiten zur Germanistik. Band 407). Verlag Hans-Dieter Heinz, Stuttgart 2003, ISBN 3-88099-412-9.
- Mythen-Szenen. Mini-Dramen. André Thiele, Mainz 2009, ISBN 978-3-940884-17-6.
- Die Vorgänger. Romanzyklus. Verlag der Theodor Kramer Gesellschaft, Wien 2012, ISBN 978-3-901602-46-7.